# جوناثاس دي جيسوس
جوناثاس كريستيان دي جيسوس المعروف بـجوناثاس (6 مارس 1989 في البرازيل - ) هو لاعب كرة قدم برازيلي في مركز الهجوم.

## روابط خارجية
- جوناثاس دي جيسوس على موقع قاعدة بيانات كرة القدم.إي يو (الإنجليزية)
- جوناثاس دي جيسوس على موقع ليكيب (الفرنسية)
- جوناثاس دي جيسوس على موقع Soccerbase.com (لاعب) (الإنجليزية)
- جوناثاس دي جيسوس على موقع Soccerway.com (الإنجليزية)
- جوناثاس دي جيسوس على موقع عالم كرة القدم.نت (الإنجليزية)
- جوناثاس دي جيسوس على موقع AS.com (الإسبانية)